# Apòdides
Els apòdides (Apodida) són un ordre d'equinoderms holoturoïdeus. Tenen els tentacles digitats, pinnats o, en algunes espècies petites, simples; els arbres respiratoris i els peus ambulacrals estan absents. L'anell calcari no té projeccions posteriors. La paret del cos és molt prima i sovint transparent. Els apòdides es troben tant en aigües somes com profundes.

## Taxonomia
Es coneixen unes 337 espècies, incloses en 32 gèneres i 3 famílies:
- Família Chiridotidae Östergren, 1898 (109 espècies)
- Família Myriotrochidae Théel, 1877 (56 espècies)
- Família Synaptidae Burmeister, 1837 (172 espècies)